# العلاقات الإثيوبية الطاجيكستانية
العلاقات الإثيوبية الطاجيكستانية هي العلاقات الثنائية التي تجمع بين إثيوبيا وطاجيكستان.

## مقارنة بين البلدين
هذه مقارنة عامة ومرجعية للدولتين:
| وجه المقارنة                                              | إثيوبيا                        | طاجيكستان                          |
| --------------------------------------------------------- | ------------------------------ | ---------------------------------- |
| المساحة (كم2)                                             | 1.10 مليون                     | 143.10 ألف                         |
| عدد السكان (نسمة)                                         | 104.96 مليون                   | 8.92 مليون                         |
| الكثافة السكانية (ن./كم²)                                 | 95.42                          | 62.33                              |
| العاصمة                                                   | أديس أبابا                     | دوشنبه                             |
| اللغة الرسمية                                             | اللغة الأمهرية                 | اللغة الطاجيكية                    |
| العملة                                                    | بير إثيوبي                     | ساماني طاجيكي، الروبل الطاجيكستاني |
| الناتج المحلي الإجمالي (بليون دولار)                      | 80.56 مليار                    | 7.15 مليار                         |
| الناتج المحلي الإجمالي (تعادل القوة الشرائية) بليون دولار | 161.90 مليار                   | 24.03 مليار                        |
| الناتج المحلي الإجمالي الاسمي للفرد دولار أمريكي          | 619                            | 925                                |
| الناتج المحلي الإجمالي للفرد دولار أمريكي                 | 1.50 ألف                       | 2.69 ألف                           |
| مؤشر التنمية البشرية                                      | 0.442                          | 0.624                              |
| رمز المكالمات الدولي                                      | +251                           | +992                               |
| رمز الإنترنت                                              | .et                            | .tj                                |
| المنطقة الزمنية                                           | ت ع م+03:00، توقيت شرق أفريقيا | ت ع م+05:00                        |

## منظمات دولية مشتركة
يشترك البلدان في عضوية مجموعة من المنظمات الدولية، منها:
| علم المنظمة | اسم المنظمة                        | تاريخ انضمام إثيوبيا | تاريخ انضمام طاجيكستان |
| ----------- | ---------------------------------- | -------------------- | ---------------------- |
|             | الاتحاد البريدي العالمي            | ?                    | ?                      |
|             | مؤسسة التنمية الدولية              | 11 أبريل 1961        | 4 يونيو 1993           |
|             | منظمة حظر الأسلحة الكيميائية       | ?                    | ?                      |
|             | الأمم المتحدة                      | 13 نوفمبر 1945       | 2 مارس 1992            |
|             | وكالة ضمان الاستثمار متعدد الأطراف | 13 أغسطس 1991        | 9 ديسمبر 2002          |
|             | منظمة الشرطة الجنائية الدولية      | ?                    | ?                      |
|             | مؤسسة التمويل الدولية              | 20 يوليو 1956        | 2 ديسمبر 1994          |
|             | البنك الدولي للإنشاء والتعمير      | 27 ديسمبر 1945       | 4 يونيو 1993           |
|             | الاتحاد الدولي للاتصالات           | 20 فبراير 1932       | 28 أبريل 1994          |
|             | الفريق المعني برصد الأرض           | ?                    | ?                      |
|             | يونسكو                             | 1 يوليو 1955         | 6 أبريل 1993           |

## وصلات خارجية
- موقع وزارة الخارجية الإثيوبية